# Sciades papuensis
Sciades papuensis är en skalbaggsart som först beskrevs av Stefan von Breuning 1963.  Sciades papuensis ingår i släktet Sciades och familjen långhorningar. Inga underarter finns listade i Catalogue of Life.